# Michelle Schuller
Michelle Schuller (* 1947) ist eine französische Schriftstellerin.
Für ihren Roman „Die Frau, die nichts sagte“ (Originaltitel: „Une femme qui ne disait rien“) erhielt sie 1991 den französischen Literaturpreis „Prix des libraires“.

## Werke
- 1990: Une femme qui ne disait rien (dt. Titel: Die Frau, die nichts sagte), Prix des libraires 1991
- 1992: La Nuit sauvage
- 1993: Ciel bleu, terre noire
- 2005: Soi et les autres : étude des relations familiales dans les écrits privés florentins des XIVe-XVe siècles